# Pelabravo
Pelabravo es un municipio y localidad española de la provincia de Salamanca, en la comunidad autónoma de Castilla y León. Se integra dentro de la comarca del Campo de Salamanca (Campo Charro). Pertenece al partido judicial de Salamanca.
Su término municipal está formado por las localidades de Naharros del Río, Nuevo Naharros y Pelabravo, ocupa una superficie total de 23,26 km² y según los datos demográficos recogidos por el INE en el año 2017, cuenta con una población de 1247 habitantes.

## Historia
Fue fundado por Pelay Bravo o Pelayo Bravo por orden de los reyes de León en la Edad Media, quedando encuadrado en el cuarto de Peña del Rey de la jurisdicción de Salamanca, dentro del Reino de León, denominándose entonces Pelay Bravo por su repoblador. Con la creación de las actuales provincias en 1833, Pelabravo quedó encuadrado en la provincia de Salamanca, dentro de la Región Leonesa.

## Demografía
Pelabravo cuenta con una población de 1366 habitantes (INE 2024).
| Gráfica de evolución demográfica de Pelabravo entre 1842 y 2021                                                     |
| |
| Población de derecho según los censos de población del INE Población de hecho según los censos de población del INE |

### Núcleos de población
El municipio se divide en varios núcleos de población, que poseían la siguiente población en 2017 según el INE.
| Núcleo de población     | Población |
| ----------------------- | --------- |
| Nuevo Naharros          | 719       |
| Pelabravo               | 394       |
| Centro Reto             | 61        |
| Naharros del Río        | 51        |
| Urbanización Villamagna | 22        |

## Administración y política
| Partido político                         | 2023  | 2023  | 2023       | 2019  | 2019  | 2019       | 2015  | 2015  | 2015       | 2011  | 2011  | 2011       | 2007  | 2007  | 2007       | 2003  | 2003  | 2003       |
| Partido político                         | %     | Votos | Concejales | %     | Votos | Concejales | %     | Votos | Concejales | %     | Votos | Concejales | %     | Votos | Concejales | %     | Votos | Concejales |
| Partido Popular (PP)                     | 67,78 | 486   | 7          | 47,45 | 326   | 5          | 32,64 | 187   | 3          | 37,98 | 196   | 3          | 28,26 | 141   | 2          | 33,69 | 158   | 3          |
| Partido Socialista Obrero Español (PSOE) | 11,72 | 84    | 1          | 25,33 | 174   | 2          | 20,77 | 119   | 2          | 24,61 | 127   | 2          | 28,86 | 144   | 2          | 43,28 | 203   | 3          |
| Ciudadanos (CS)                          | 18,97 | 136   | 1          | 24,02 | 165   | 2          | 5,93  | 34    | 0          | —     | —     | —          | —     | —     | —          | —     | —     | —          |
| Unión Progreso y Democracia (UPyD)       | —     | —     | —          | —     | —     | —          | 37,00 | 212   | 4          | —     | —     | —          | —     | —     | —          | —     | —     | —          |
| Coalición SI por Salamanca (SI)          | —     | —     | —          | —     | —     | —          | —     | —     | —          | 26,94 | 139   | 2          | —     | —     | —          | —     | —     | —          |
| Izquierda Unida (IU)                     | —     | —     | —          | —     | —     | —          | —     | —     | —          | 6,59  | 34    | 0          | 13,03 | 65    | 1          | 19,62 | 92    | 1          |
| Unión del Pueblo Salmantino (UPSa)       | —     | —     | —          | —     | —     | —          | —     | —     | —          | —     | —     | —          | 25,85 | 129   | 2          | —     | —     | —          |

## Patrimonio

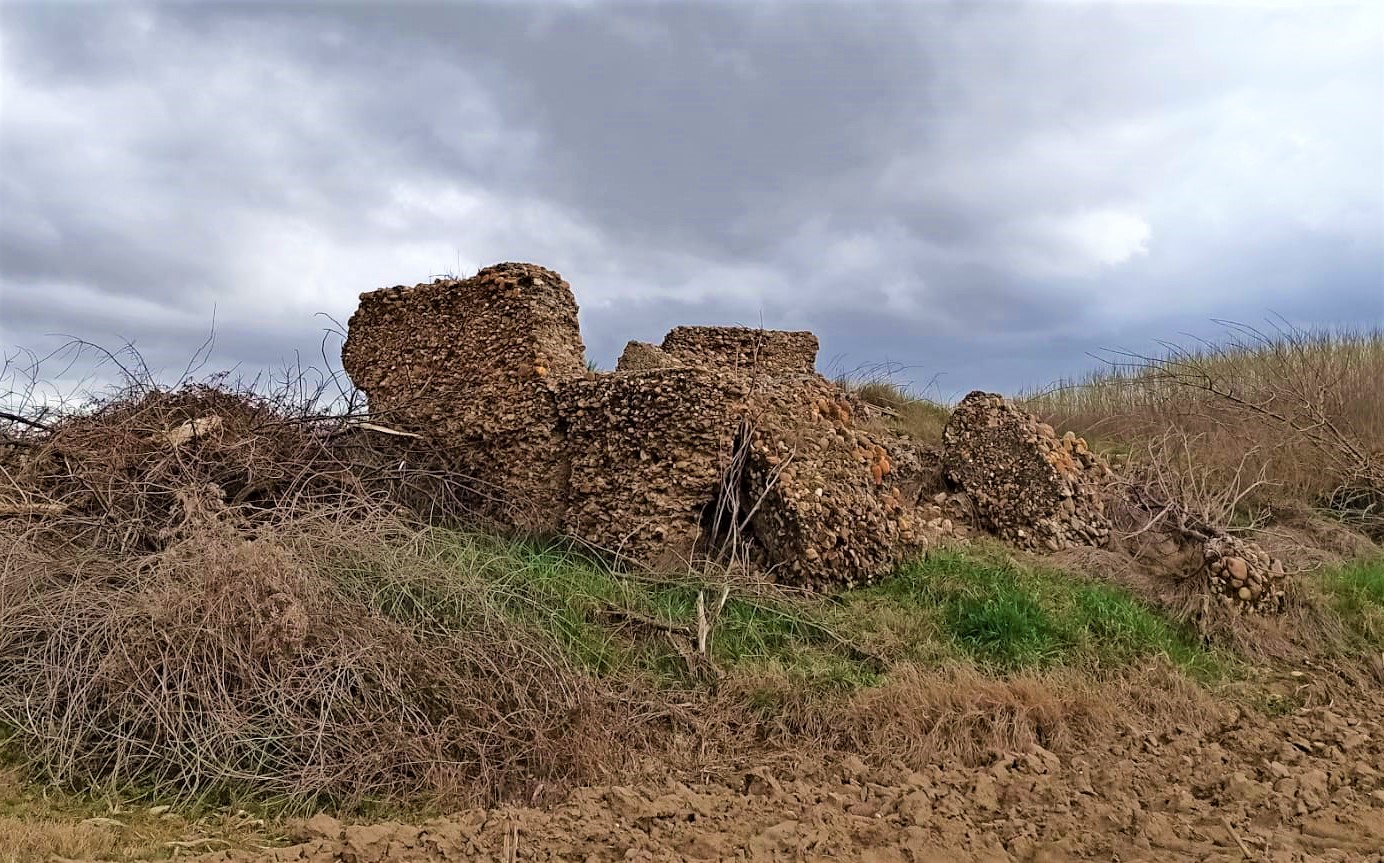
Castillo de la Torre Mocha, en Naharros del Río

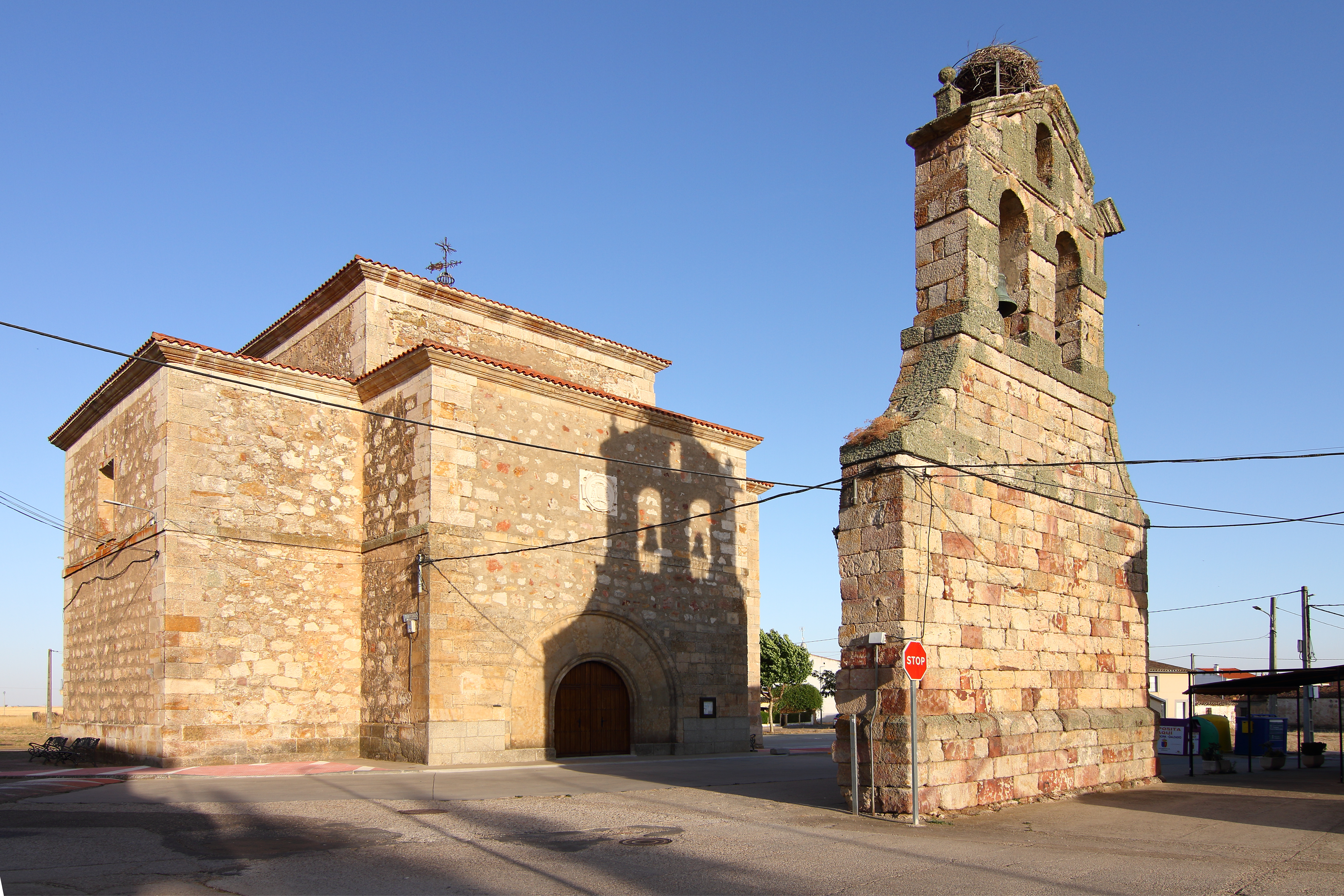
Iglesia de San Juan Bautista

### Castillo de la Torre Mocha
Construcción militar con muros de calicanto, edificada por el Reino de León en los siglos XII-XIII y actualmente en ruinas, situada en las cercanías de la localidad de Naharros del Río, es Bien de Interés Cultural, en virtud de la declaración genérica como BIC que se extiende a todos los castillos desde el año 1949.

### Iglesia de San Juan Bautista
Iglesia parroquial de planta de cruz griega y mampostería irregular, reconstruida a finales del siglo XVIII tras derribar la antigua iglesia medieval. Conserva como elementos más interesantes la espadaña, exenta en la actualidad debido a la inconclusión de la obra, y un escudo Episcopal de Salamanca en la fachada principal.